# حمال طلا
حمال طلا با نام قبلی حباب زر دومین فیلم به تهیه‌کنندگی و کارگردانی تورج اصلانی و نویسندگی تورج اصلانی و هادی نادری محصول سال ۱۳۹۷ است.

## خلاصه داستان
رضا، حمال طلا است. شغلش رساندن طلا و جواهرات از کارگاه به مغازه است. یک روز در مسیر از او دزدی می‌شود و او باید غرامت بپردازد. او از دوستش لویی کمک می‌گیرد، اما نوسانات بازار تهران اوضاع او را بدتر می‌کند.